# Gas (Kansas)
Gas è un centro abitato (city) degli Stati Uniti d'America, situato nella Contea di Allen, nello Stato del Kansas. In una stima del 2006 la popolazione era di 552 abitanti. L'insediamento è stato fondato nel 1898.

## Geografia fisica
Secondo i rilevamenti dell'United States Census Bureau, la località di Gas si estende su una superficie di 2,0 km², tutti occupati da terre.

## Popolazione
Secondo il censimento del 2000, a Gas vivevano 556 persone, ed erano presenti 167 gruppi familiari. La densità di popolazione era di 282,5 ab./km². Nel territorio comunale si trovavano 234 unità edificate. Per quanto riguarda la composizione etnica degli abitanti, il 94,60% era bianco, lo 0,18% era afroamericano, l'1,26% era nativo, lo 0,72% proveniva dall'Asia, lo 0,18% apparteneva ad altre razze e il 3,06% a due o più.
Per quanto riguarda la suddivisione della popolazione in fasce d'età, il 26,6 % era al di sotto dei 18, l'8,5% fra i 18 e i 24, il 29,0% fra i 25 e i 44, il 23,0% fra i 45 e i 64, mentre infine il 12,9% era al di sopra dei 65 anni di età. L'età media della popolazione era di 38 anni. Per ogni 100 donne residenti vivevano 104,4 maschi.